# Aero-Club der Schweiz
Der Aero-Club der Schweiz (kurz AeCS) ist der Schweizer Dachverband des Flugsports und der Leichtaviatik. Er ist als Sportverband nach Schweizerischen Zivilgesetzbuch ZGB, Teil Obligationenrecht, OR Art. 60 ff vereinsrechtlich organisiert und im Handelsregister mit der Nummer CHE-105.802.496 eingetragen. Der Sitz der Geschäftsstelle befindet sich in Luzern. Zentralpräsident ist seit 2017 Nationalrat Matthias Samuel Jauslin. Generalsekretär ist Yves Burkhardt.
Der Aero-Club der Schweiz wurde 1901 gegründet. Sein Sitz war ab 1973 im Verkehrshaus der Schweiz in Luzern. Ab Mitte 2022 erfolgt eine Sitzverlegung der Geschäftsstelle an die Maihofstrasse 76 in Luzern. Der Verband ist Herausgeber des Publikationsorgans und Aviatikzeitschrift AeroRevue. Er verfügt über eine umfassende, digitale Datensammlung aller Ausgaben seit der ersten Nummer im August 1906, wie auch des Tilgenkamp Kompendiums in drei Bänden aus dem Eigenverlag 1942.
Vom Bund ist er mit der administrativen Leitung, der Organisation und Werbung für SPHAIR beauftragt.
Im AeCS sind die Sparten Motorflug und Segelflug, Modellflug, Ballonfahren, Fallschirmspringen sowie Ultraleichtflugzeuge, Helikopter und Experimentelle Aviatik eigenständig organisierte Spartenverbände. Der Aero-Club der Schweiz wurde bereits 1901 gegründet.
Als aufstrebender Verein mit 636 Mitgliedern zur Zeit der Gründung und der zunehmenden Verbreitung der Luftfahrt, zählt der AeCS heute rund 23'000 Mitglieder.
Die Leicht- und Sportaviatik ist die eigentliche Wiege der Luftfahrt. Sowohl Militär- als auch Berufspiloten erhalten auf den Kleinflugplätzen ihre fliegerische Grundausbildung auf Leichtflugzeugen. Als Dachverband der Allgemeinen Luftfahrt fördert und unterstützt der AeCS den fliegerischen Nachwuchs auf allen Stufen sowie den Luftsport. Der AeCS setzt sich auch für günstige Rahmenbedingungen und angemessene Infrastrukturen auf Flugplätzen und im Luftraum ein. Als von der Fédération Aéronautique Internationale FAI, dem Weltluftsportverband bezeichneter, lizenzierter nationaler Sportverband der Aviatik, übt der AeCS die nationale Sporthoheit aus und betreut das FAI-Sportlizenzwesen.
Als Sportverband ist der AeCS Gründungsmitglied der Fédération Aéronautique Internationale (FAI), des Weltverbandes des Luftsports und auf europäischer Ebene bei Europe Air Sports (EAS). Zudem ist er Mitglied des Schweizerischen Olympischen Verbandes (Swiss Olympic) in der Kategorie der nichtolympischen Sommersportarten. Der AeCS anerkennt den Ethik-Statut des Schweizer Sports von Swiss Olympic.